# Хендерсон (округ, Иллинойс)
Хе́ндерсон (англ. Henderson County) — округ в США, штате Иллинойс. По состоянию на 2010 год, численность населения составляла 7331 человек. Был основан в 1841 году, получил своё название в честь американского пионера и коммерсанта Ричарда Хендерсона.

## География
По данным Бюро переписи США, общая площадь округа равняется 1 024 км², из которых 981 км² — суша, и 42 км², или 4,14 % — это водоёмы.

## Население
По данным переписи населения 2000 года в округе проживает 8213 жителей в составе 3365 домашних хозяйств и 2375 семей. Плотность населения составляет 8,00 человек на км2. На территории округа насчитывается 4126 жилых строений, при плотности застройки около 4-x строений на км2. Расовый состав населения: белые — 98,50 %, афроамериканцы — 0,26 %, коренные американцы (индейцы) — 0,11 %, азиаты — 0,10 %, гавайцы — 0,04 %, представители других рас — 0,18 %, представители двух или более рас — 0,82 %. Испаноязычные составляли 0,88 % населения независимо от расы.
В составе 28,60 % из общего числа домашних хозяйств проживают дети в возрасте до 18 лет, 59,60 % домашних хозяйств представляют собой супружеские пары, проживающие вместе, 7,10 % домашних хозяйств представляют собой одиноких женщин без супруга, 29,40 % домашних хозяйств не имеют отношения к семьям, 25,30 % домашних хозяйств состоят из одного человека, 12,40 % домашних хозяйств состоят из престарелых (65 лет и старше), проживающих в одиночестве. Средний размер домашнего хозяйства составляет 2,42 человека, и средний размер семьи — 2,88 человека.
Возрастной состав округа: 23,10 % — моложе 18 лет, 7,50 % — от 18 до 24, 26,20 % — от 25 до 44, 26,50 % — от 45 до 64, и 26,50 % — от 65 и старше. Средний возраст жителя округа — 41 год. На каждые 100 женщин приходится 97,70 мужчин. На каждые 100 женщин старше 18 лет приходится 97,70 мужчин.
Средний доход на домохозяйство в округе составлял 36 405 USD, на семью — 42 400 USD. Среднестатистический заработок мужчины был 31 239 USD против 21 100 USD для женщины. Доход на душу населения составлял 17 456 USD. Около 6,10 % семей и 9,50 % общего населения находились ниже черты бедности, в том числе — 12,80 % молодежи (тех, кому ещё не исполнилось 18 лет) и 9,80 % тех, кому было уже больше 65 лет.